# Helicopsyche minyas
Helicopsyche minyas is een schietmot uit de familie Helicopsychidae. De soort komt voor in het Oriëntaals gebied.